# Bermudasignum frankenbergi
Bermudasignum frankenbergi är en kräftdjursart som beskrevs av George 2003B. Bermudasignum frankenbergi ingår i släktet Bermudasignum och familjen Mesosignidae. Inga underarter finns listade i Catalogue of Life.